# Generałowie zakonu salwatorianów
Poczet generałów zakonu salwatorianów – generał zakonu salwatorianów wybierany jest na okres sześciu lat przez kapitułę generalną, która składa się z delegatów poszczególnych jednostek administracyjnych, np. prowincji.
| Imię i nazwisko                       | Kraj pochodzenia | Lata      |
| ------------------------------------- | ---------------- | --------- |
| Bł. Franciszek Maria od Krzyża Jordan | Niemcy           | 1881–1915 |
| Pankracy Pfeiffer                     | Niemcy           | 1915–1945 |
| Facundus Peterek                      | Czechosłowacja   | 1945–1947 |
| Franciszek Emmenegger                 | Szwajcaria       | 1947–1953 |
| Bonawentura Schweizer                 | Niemcy           | 1953–1965 |
| Maurinus Rast                         | Niemcy           | 1965–1969 |
| Earl Donald Skwor                     | USA              | 1969–1975 |
| Gerard Rogowski                       | Polska           | 1975–1987 |
| Malachy McBride                       | Wielka Brytania  | 1987–1993 |
| Karl Hoffmann                         | Niemcy           | 1993–1999 |
| Andrzej Urbański                      | Polska           | 1999–2013 |
| Milton Zonta                          | Brazylia         | 2013–2024 |
| Krzysztof Kowalczyk                   | Polska           | 2024-     |